# Escuela Internacional de Cine y Televisión
 (septembre 2023).
Si vous disposez d'ouvrages ou d'articles de référence ou si vous connaissez des sites web de qualité traitant du thème abordé ici, merci de compléter l'article en donnant les références utiles à sa vérifiabilité et en les liant à la section « Notes et références ».
La Escuela Internacional de Cine y Televisión (EICTV), est une école de cinéma et de télévision située à San Antonio de los Baños à Cuba.
Cette école, très renommée en Amérique latine, accueille des étudiants de Cuba et de nombreux pays (principalement Amérique latine, Espagne, France, Brésil). Les professeurs sont également des professionnels de divers pays. Elle est fondée par Gabriel García Márquez et d'autres intellectuels latino-américains, en 1986.

## Histoire
La Escuela Internacional de Cine y Televisión de San Antonio de los Baños (EICTV) est considérée comme l'une des institutions les plus importantes de son genre dans le monde.
Fondée le 15 décembre 1986 en tant que filiale de la Fondation du Nouveau Cinéma Latino-américain (FNCL), ses créateurs - l'écrivain et journaliste colombien Gabriel García Márquez, le poète et cinéaste argentin Fernando Birri, et le réalisateur et théoricien cubain Julio García Espinosa - cherchaient à établir une école de cinéma pour les étudiants d'Amérique latine, d'Afrique et d'Asie.
Grâce au soutien enthousiaste du gouvernement cubain, l'école est inaugurée seulement un an plus tard, le 15 décembre 1986. Son premier directeur était Fernando Birri, un prestigieux réalisateur argentin, précurseur du mouvement du Nouveau Cinéma Latino-américain.
Conçue comme une école de formation artistique, l'EICTV a mis en pratique une philosophie particulière : celle d'enseigner non pas par des professeurs professionnels, mais par des cinéastes en activité, capables de transmettre des connaissances soutenues par la pratique, l'expérience en direct, une mise à jour constante. Depuis sa création, des milliers de professionnels et d'étudiants venant de plus de 50 pays ont fait de l'école un espace de diversité culturelle, d'envergure internationale, mieux décrit comme une École de Tous les Mondes."
Cependant de nombreuses situations de censure et de contrôle politique, sinon de sexisme et d'homophobie, ont été également signalés au point que le succès de l'école est mis en doute. Après un bon démarrage dans les années 1980, l’école de cinéma de Gabriel García Marquez est aujourd'hui sans moyens. L' institution continue tout de même a produire environ vingt courtmétrages de fin d'études tous les trois ans.

## Personnalités enseignantes
- Carmen Guarini, anthropologue et cinéaste argentine

## Élèves
- Roser Corella
- Osvaldo Daicich
- Maya Da-Rin
- Nicolás Isasi
- Celina Escher
- Melisa Liebenthal
- Ursula Pizarro
- María Laura Vasquéz